# (7703) 1991 RW
(7703) 1991 RW là một tiểu hành tinh vành đai chính. Nó được phát hiện bởi Eleanor F. Helin ở Đài thiên văn Palomar ở Quận San Diego, California, ngày 7 tháng 9 năm 1991.